# Sticherus pruinosus
Sticherus pruinosus är en ormbunkeart som först beskrevs av Carl Friedrich Philipp von Martius, och fick sitt nu gällande namn av Ren-Chang Ching. Sticherus pruinosus ingår i släktet Sticherus och familjen Gleicheniaceae. Inga underarter finns listade.